# فرودگاه پلزنت ولی
فرودگاه پلزنت ولی (به انگلیسی: Pleasant Valley Airport) یک فرودگاه همگانی است که یک باند فرود خاک دارد و طول باند آن ۱۲۸۰ متر است. این فرودگاه در کشور ایالات متحده آمریکا قرار دارد و در ارتفاع ۴۸۲ متری از سطح دریا واقع شده‌است.